# Pont George V (Glasgow)
Le pont George V (parfois appelé pont King George V) est un pont routier à trois arches sur la rivière Clyde dans le centre-ville de Glasgow, en Écosse, portant le nom du roi George V.
Le pont a été conçu par l'ingénieur de la ville de Glasgow Thomas Somers et construit par Melville Dundas & Whitson. Le pont a été mis en service en 1914, mais a été retardé en raison de la Première Guerre mondiale : le pont n'a été achevé et ouvert qu'en 1928. Il est aujourd'hui protégé en tant que bâtiment classé de catégorie B.

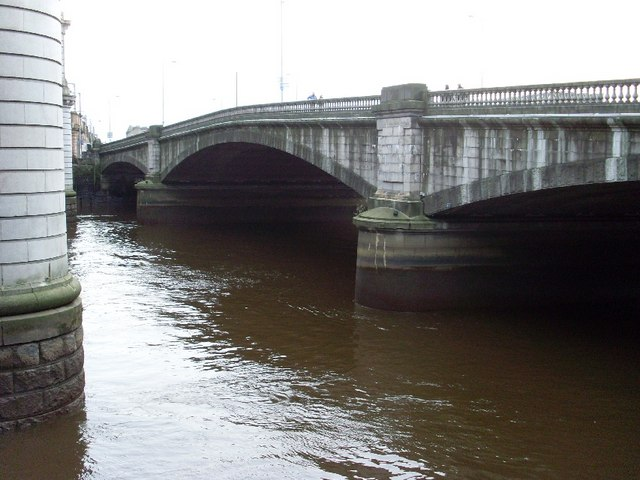
Pont du roi George V